# UTC−2:30
UTC−2:30 ou Horário de verão de St. John's é o atraso usado durante o horário de verão para São João da Terra Nova, Canadá.
Longitude ao meio: 37º 30' 00" O
UTC - 2:30 é usada por:

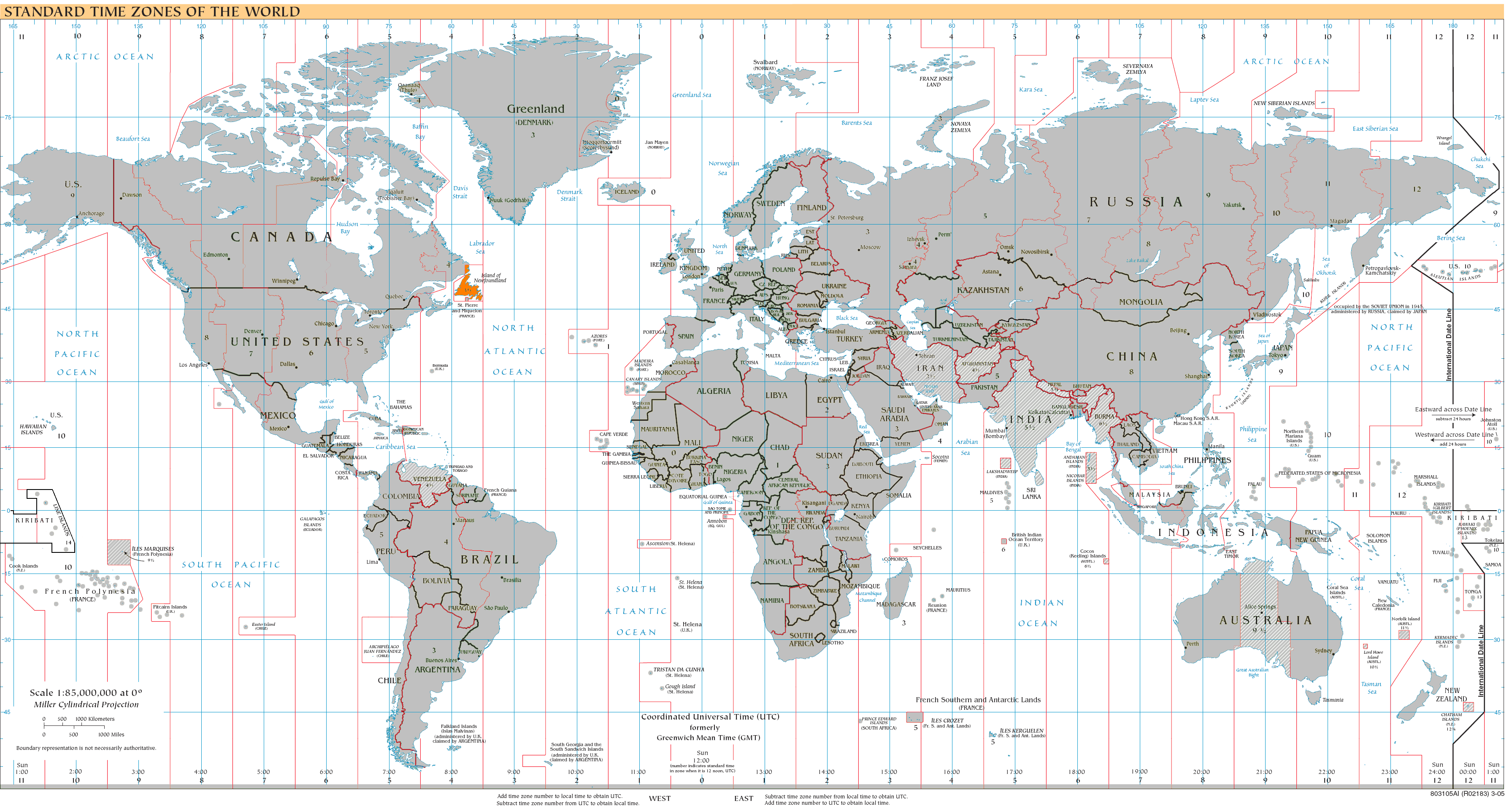
Mapa de 2008 contendo as variações de tempo de acordo com a longitude, com a UTC+2:30 em destaque (laranja)

- Canadá (apenas São João da Terra Nova no horário de Verão)